# Secretario del rey
Los secretarios del rey con ejercicio componían en España una clase distinguida de la real casa cuya dignidad recaía en los caballeros oficiales de las secretarías de estado y del despacho por nombramiento particular del rey, que lo hacía en fuerza de decreto señalado de su mano, dirigido a la cámara de Castilla, por cuyo supremo tribunal se despachaba el título a los agraciados. El número variaba según las secretarías y esta dignidad recaía por derecho propio en los más antiguos de cada secretaría.
Según las leyes de partida, los secretarios debían ser hombres entendidos, leales, reservados e hidalgos. Eran superiores a los escribanos del rey y a los secretarios de la cámara. Los sujetos más distinguidos han desempeñado en lo antiguo el cargo de secretarios, ocupando sus firmas los lugares más preeminentes en los privilegios: con sola su refrenda autorizan las decisiones sobre ramas más solemnes. Está a su cargo la custodia del sello real: juraban servir al rey bien y fielmente y decirle cuanto entendieran conveniente a su servicio, de palabra y si no, por escrito. Mediaban entre el Consejo de Castilla y el rey.

## Privilegios
Los secretarios pertenecían al consejo del rey y tenían diversos privilegios: 
- tenían asiento en el Consejo de Castilla
- entraban en él con capa y espada y hablaban cubiertos
- precedían en el asiento a los fiscales
- en funciones solemnes de toros gozaban de balcón en la plaza y en funciones públicas les correspondía por su carácter asiento y lugar entre los títulos y nobles distinguidos
- no se podía proceder contra sus personas sin real licencia
- declaraban ante los magistrados por certificación, sin juramento
- daban certificaciones de lo que pertenecía a su oficio
- tenían tratamiento de señor y de señoría
- estaban libres de pedidos y monedas y de media anata
- no prestaban el juramento de su oficio en el consejo, sino en manos de los secretarios de estado